# إدوارد ويتفيلد
إدوارد ويتفيلد (31 مايو 1911 - 10 أغسطس 1996) (بالإنجليزية: Edward Whitfield)‏ هو لاعب كريكت بريطاني (وحمل سابقاً جنسية المملكة المتحدة لبريطانيا العظمى وأيرلندا).